# C. K. Miller

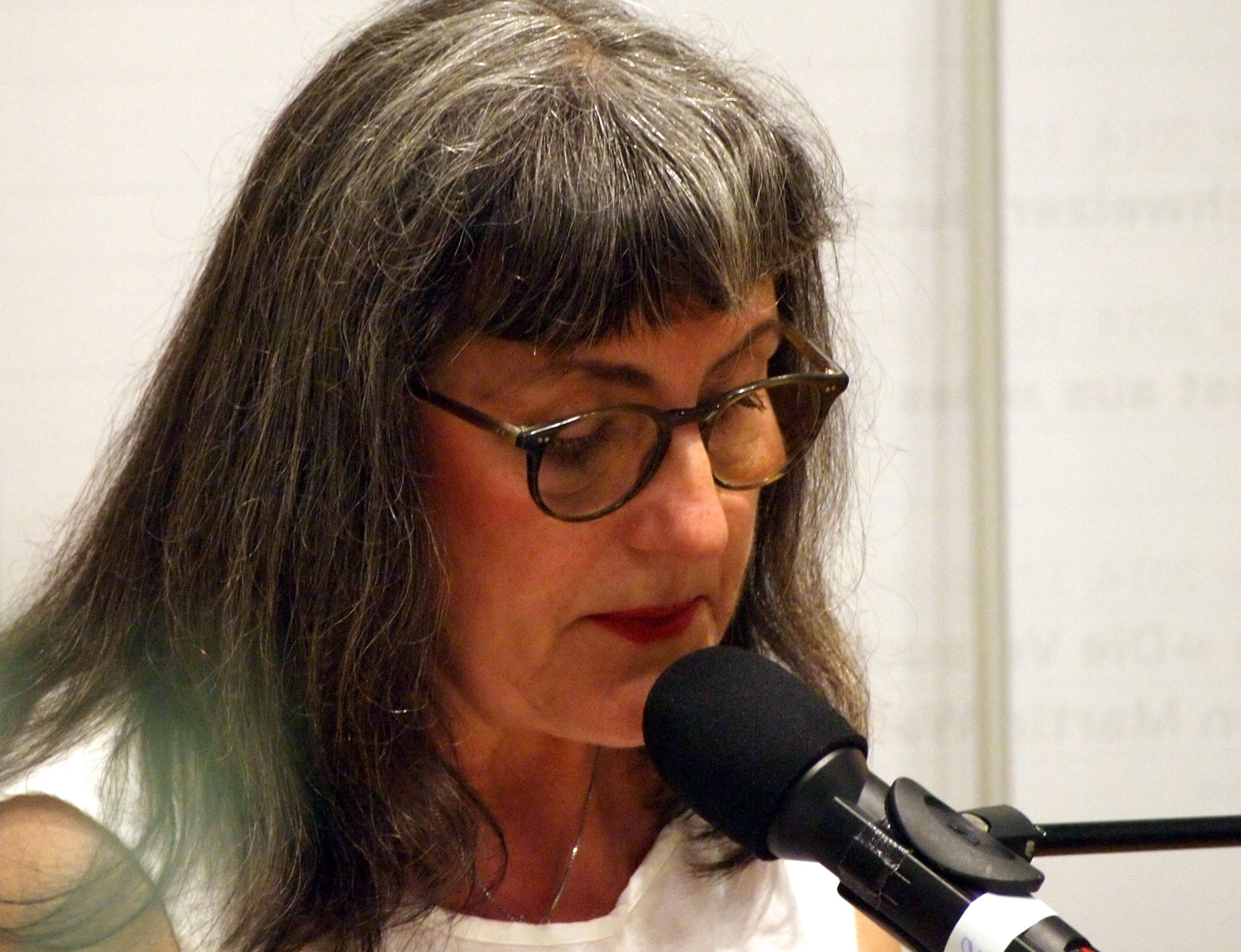
Katarina Madovčik liest auf der Frankfurter Buchmesse 2014

C. K. Miller ist das Sammelpseudonym der Schweizer Schriftstellerinnen Christina Casanova und Katarina Madovčik.

## Leben und Wirken
Die beiden Autorinnen hatten bereits einzeln einige Kriminalromane veröffentlicht. Nach einer Diskussion über die Philosophie und Psychologie des Verbrechens kamen sie auf die Idee, gemeinsam einen Krimi zu schreiben. Kurz danach entwickelten sie den Plot ihres Buches und liessen den sympathischen Zürcher Ermittler Carlo Pfister mit italienischen Wurzeln erstehen.

## Veröffentlichungen
- C. K. Miller: Das Lächeln der Pandora. KaMeRu Verlag, Zürich 2013, ISBN 978-3-906739-93-9.
- C. K. Miller: Der letzte Satz der Wahrheit. KaMeRu Verlag, Zürich 2015, ISBN 978-3-906082-20-2.